# جان پل مک‌کانل
جان پل مک‌کانل (انگلیسی: John P. McConnell; ۷ فوریهٔ ۱۹۰۸ – ۲۱ نوامبر ۱۹۸۶) ژنرال نیروی هوایی ایالات متحده آمریکا بود، که در فاصله سال‌های ۱۹۶۵ تا ۱۹۶۹ به‌عنوان ششمین رئیس ستاد نیروی هوایی فعالیت می‌کرد.
مک‌کانل فعالیت نظامی را از سال ۱۹۲۸ در سپاه هوایی نیروی زمینی ایالات متحده آغاز کرد، از ۱۹۵۰ تا ۱۹۵۱ فرماندهی نیروی هوایی سوم را برعهده داشت، از ۱۹۵۱ تا ۱۹۵۳ فرمانده بال ۷ هوایی بود، از ۱۹۵۳ تا ۱۹۵۷ به‌عنوان مدیر برنامه‌های فرماندهی استراتژیک هوایی فعالیت می‌کرد و از ۱۹۵۷ تا ۱۹۵۸ فرماندهی نیروی هوایی دوم را برعهده داشت.
وی از ۱۹۵۸ تا ۱۹۶۲ جانشین فرماندهی راهبردی هوایی بود، از ۱۹۶۲ تا ۱۹۶۴ فرماندهی اروپایی ایالات متحده آمریکا را برعهده داشت و از ۱۹۶۴ تا ۱۹۶۵ به‌عنوان جانشین رئیس ستاد نیروی هوایی فعالیت می‌کرد. او در جنگ جهانی دوم حضور داشت و در سال ۱۹۶۹ پس از ۴۱ خدمت از نیروهای مسلح آمریکا بازنشسته شد.